# FSV Wacker 03 Gotha
Der FSV Wacker 03 Gotha ist ein Fußballverein der thüringischen Kreisstadt Gotha.

## Geschichte
Der Verein wurde im Jahre 1907 als FC Wacker Gotha gegründet und nannte sich später in SV Wacker 07 Gotha um. 1916 nahm der Verein erstmals an der Endrunde um die Mitteldeutsche Meisterschaft teil. Nach einem 3:0 in der ersten Zwischenrunde gegen die SpVgg Erfurt scheiterten die Gothaer in der nächsten Runde mit 0:1 gegen Borussia Halle. 1933 nahm der Verein nochmals an der Endrunde teil, verlor aber gleich das erste Spiel mit 1:3 gegen Wacker Gera.
Nach dem Zweiten Weltkrieg wurde der Verein zunächst als SG Gotha neu gegründet und wenig später in SG Vorwärts Gotha umbenannt. Ab 1950 hieß der Verein schließlich BSG Motor Gotha. Zu DDR-Zeiten spielte die erste Mannschaft stets unterklassig, größter Erfolg war dabei die Teilnahme an der II. DDR-Liga im Jahr 1958, aus der der Verein aber nach nur einem Jahr wieder abstieg. 1954, 1969 und 1982 nahmen die Gothaer zudem am FDGB-Pokal teil, scheiterten aber stets in der ersten Runde.
Ab 1990 nannte sich der Verein SV Motor Gotha, bevor er 1993 zu seinem alten Namen SV Wacker Gotha zurückkehrte. 2001 wurde die Mannschaft Erster in der Thüringenliga und stieg damit in die Oberliga auf. Im April 2003 schuf man den Grundstein für einen eigenen Fußballverein. Die Abteilung Fußball spaltete sich von den restlichen Sportarten des SV Wacker 07 Gotha ab und gründete einen reinen Fußballsportverein, den FSV Wacker 03 Gotha. 2003 stiegen die Gothaer wieder in die Thüringenliga ab. Dort belegten sie in der Saison 2009/10 hinter Eintracht Sondershausen den 2. Tabellenplatz. Da die Nordthüringer aus finanziellen Gründen ihr Aufstiegsrecht nicht wahrnahmen, stieg Gotha somit in die Oberliga Nordost auf. In dieser Liga spielte Gotha drei Jahre lang, dann folgten zwei Abstiege in Folge. Für zwei Jahre (2014/15 und 2015/16) spielte Gotha in der Landesklasse. Dann erfolgte 2016 der Aufstieg in die Thüringenliga. Nach zwei Jahren stieg die Mannschaft im Sommer 2018 erneut in die Landesklasse (7. Liga im deutschen Ligensystem) ab.

## Logohistorie

BSG Motor (1971–1989)
SV Motor (1989–1993)
SV Wacker 07 (1993–1997)
SV Wacker 07 (1997–2003)
FSV Wacker 03 (seit 2003)

## Spielstätten

### Volkspark-Stadion
Die Mannschaft trägt ihre Heimspiele im Gothaer Volkspark-Stadion aus, welches offiziell bis zu 12.000 Zuschauern Platz bietet.
Das bisherige Theodor-Neubauer-Stadion wurde bis zum Mai 2000 saniert und wurde nach der Wiedereröffnung in Volkspark-Stadion umbenannt. Seitdem fand unter anderem schon mehrfach das Endspiel um den Thüringenpokal im Volkspark-Stadion statt.
Im Gelände des VPS befinden sich noch ein Kleinfeld-Rasenplatz sowie ein Kleinfeld-Hartplatz und ein Kunstrasenplatz.
Am 12. Mai 2009 fand im Volkspark-Stadion das Vorrundenspiel zur U-17-Fußball-Europameisterschaft 2009 zwischen England und der Türkei statt.

### Klaus-Törpe-Sportpark
Der Klaus-Törpe-Sportpark ist ca. 500 Meter vom Volkspark-Stadion entfernt und der Ausweichplatz des FSV Wacker Gotha. Zu Beginn des Jahres 2010 musste der Rasenplatz einem neuen Kunstrasenplatz weichen. Dieser wurde im Sommer des Jahres eröffnet.

## Personen von besonderer Bedeutung
- Sebastian Helbig – spielte in seiner Jugendzeit bei Motor Gotha und war später in der Bundesliga aktiv
- Alexander Ludwig – spielte in seiner Jugend bei Wacker Gotha und war später in der Bundesliga aktiv
- Helmut Nordhaus – spielte in der DDR-Oberliga für Turbine Erfurt und trainierte Motor Gotha von 1975 bis 1982
- Georg Rosbigalle – spielte bis 1952 bei Motor Gotha und wechselte dann zu Turbine Erfurt, wo er DDR-Meister und Nationalspieler wurde
- Daniel Bärwolf – spielte bis 2011 in der Oberliga beim FSV Wacker 03 Gotha

## Erfolge
- 2000/2001: Thüringenmeister als SV Wacker 07 Gotha
- 2001–2003: Oberliga Nordost (Staffel Süd) als SV Wacker 07 Gotha
- 2010–2013: Oberliga Nordost (Staffel Süd)

## Bilanz seit 1990/91
| Saison    | Liga                              | Platz | Tore   | Punkte |
| --------- | --------------------------------- | ----- | ------ | ------ |
| 1990/91   | Thüringenliga                     | 10.   | 19:32  | 20:32  |
| 1991/92   | Thüringenliga                     | 9.    | 34:32  | 31:33  |
| 1992/93   | Thüringenliga                     | 16.   | 14:63  | 8:52   |
| 1993/94   | Bezirksliga Westthüringen         | 7.    | 49:33  | 33:27  |
| 1994/95   | Bezirksliga Westthüringen         | 3.    | 45:27  | 40:20  |
| 1995/96   | Landesklasse West                 | 1.    | 59:21  | 61     |
| 1996/97   | Thüringenliga                     | 7.    | 38:44  | 46     |
| 1997/98   | Thüringenliga                     | 14.   | 39:44  | 34     |
| 1998/99   | Landesklasse Ost                  | 1.    | 69:20  | 65     |
| 1999/2000 | Thüringenliga                     | 8.    | 33:26  | 38     |
| 2000/01   | Thüringenliga                     | 1.    | 70:8   | 81     |
| 2001/02   | Oberliga Nordost, Staffel Süd     | 10.   | 34:44  | 39     |
| 2002/03   | Oberliga Nordost, Staffel Süd     | 16.   | 25:59  | 28     |
| 2003/04   | Thüringenliga                     | 6.    | 49:32  | 42     |
| 2004/05   | Thüringenliga                     | 10.   | 34:50  | 36     |
| 2005/06   | Thüringenliga                     | 5.    | 52:43  | 50     |
| 2006/07   | Thüringenliga                     | 5.    | 53:36  | 49     |
| 2007/08   | Thüringenliga                     | 3.    | 72:36  | 61     |
| 2008/09   | Thüringenliga                     | 2.    | 92:23  | 70     |
| 2009/10   | Thüringenliga                     | 2.    | 56:26  | 62     |
| 2010/11   | Oberliga Nordost, Staffel Süd     | 12.   | 40:55  | 34     |
| 2011/12   | Oberliga Nordost, Staffel Süd     | 12.   | 26:65  | 18     |
| 2012/13   | Oberliga Nordost, Staffel Süd     | 15.   | 29:74  | 19     |
| 2013/14   | Thüringenliga                     | 15.   | 40:89  | 25     |
| 2014/15   | Landesklasse Thüringen Staffel 3  | 5.    | 55:52  | 48     |
| 2015/16   | Landesklasse Thüringen, Staffel 3 | 1.    | 102:29 | 79     |
| 2016/17   | Thüringenliga                     | 11.   | 47:58  | 34     |
| 2017/18   | Thüringenliga                     | 15.   | 41:93  | 21     |
| 2018/19   | Landesklasse Thüringen, Staffel 3 | 7.    | 65:52  | 47     |
| 2019/20   | Landesklasse Thüringen, Staffel 3 | 2.    | 45:25  | 2,31 1 |
| 2020/21   | Landesklasse Thüringen, Staffel 3 | 5.    | 12:13  | 1,86 1 |
| 2021/22   | Landesklasse Thüringen, Staffel 3 | 4.    | 59:40  | 1,75 1 |
| 2022/23   | Landesklasse Thüringen, Staffel 3 | 5.    | 85:35  | 57     |
| 2023/24   | Landesklasse Thüringen, Staffel 3 | 3.    | 94:48  | 59     |
| 2024/25   | Landesklasse Thüringen, Staffel 3 | 2.    | 86:32  | 70     |